# 돌리지 공항
돌리지 공항(영어: Dolisie Airport, IATA: DIS, ICAO: FCPL)은 콩고 공화국 돌리지에 있는 공항이다. 돌리지는 1991년까지 루보모로 알려져 있었다.